# Баффало Брейвз
«Баффало Брейвз» (англ. Buffalo Braves) — профессиональный баскетбольный клуб, выступавший в Национальной баскетбольной ассоциации. Команда была основана в 1970 году. Клуб базировался в городе Баффало, штат Нью-Йорк. В дальнейшем последовал переезд в Сан-Диего, штат Калифорния, а клуб был переименован в «Сан-Диего Клипперс». В настоящее время команда базируется в Лос-Анджелесе, Калифорния и называется «Лос-Анджелес Клипперс».

## История

### Создание команды
«Брейвз» стали одной из трёх команд НБА, которые начали играть после расширения НБА в сезоне 1970/71 (двумя другими командами стали «Портленд Трэйл Блэйзерс» и «Кливленд Кавальерс»). Команда выступала на арене «Баффало Мемориал Аудиториум» вместе с другой командой, представляющей НХЛ — «Баффало Сейбрз», которая также дебютировала в сезоне 1970. Также в сезонах 1971-75 «Брейвз» провели 16 матчей на площадке «Мэйпл Лиф-гарденс» в Торонто, Онтарио. Одна из целей заключалась в поиске новых фанатов за пределами так называемого «Западного Нью-Йорка» за счёт территорий Большого Торонто (такой же стратегии придерживался клуб НФЛ «Баффало Биллс» в рамках выездных матчей с 2008 года в Торонто). Двумя командами НБА в рамках «Западного Нью-Йорка» были «Рочестер Роялс» и «Сиракьюс Нэшнлз», которые в дальнейшем стали называться «Сакраменто Кингс» и «Филадельфия Севенти Сиксерс» соответственно.
Первым тренером «Брейвз» стал член Зала славы баскетбола Дольф Шейес, а первыми «звёздами» новой команды стали Боб Кауффман и Дон Мэй. Оба игрока пришли в клуб из-за Драфта расширения НБА 1970 года. Также была сделана ставка на местного игрока, атакующего защитника Келвина Мёрфи, который выступал за Ниагарский университет.

## Статистика по сезонам
| Чемпион НБА | Чемпион конференции | Чемпион дивизиона | Выход в плей-офф |

| Сезон   | Конференция | Дивизион      | Регулярный сезон | Регулярный сезон | Регулярный сезон | Регулярный сезон | Регулярный сезон | Регулярный сезон | Плей-офф                                                                                           |
| Сезон   | Конференция | Дивизион      | Конф             | Див              | В                | П                | %                | От               | Плей-офф                                                                                           |
| ------- | ----------- | ------------- | ---------------- | ---------------- | ---------------- | ---------------- | ---------------- | ---------------- | -------------------------------------------------------------------------------------------------- |
| 1970/71 | Восточная   | Атлантический | 7                | 4                | 22               | 60               | .268             | 30               | Не квалифицировались в плей-офф                                                                    |
| 1971/72 | Восточная   | Атлантический | 8                | 4                | 22               | 60               | .268             | 34               | Не квалифицировались в плей-офф                                                                    |
| 1972/73 | Восточная   | Атлантический | 7                | 3                | 21               | 61               | .256             | 47               | Не квалифицировались в плей-офф                                                                    |
| 1973/74 | Восточная   | Атлантический | 4                | 3                | 42               | 40               | .512             | 14               | Проиграли в полуфинале конференции Бостон Селтикс, 2-4                                             |
| 1974/75 | Восточная   | Атлантический | 3                | 2                | 49               | 33               | .598             | 11               | Проиграли в полуфинале конференции Вашингтон Буллетс, 3-4                                          |
| 1975/76 | Восточная   | Атлантический | 5                | 2                | 46               | 36               | .561             | 8                | Выиграли в первом раунде у Филадельфии, 2-1 Проиграли в полуфинале конференции Бостон Селтикс, 2-4 |
| 1976/77 | Восточная   | Атлантический | 10               | 4                | 30               | 52               | .366             | 20               | Не квалифицировались в плей-офф                                                                    |
| 1977/78 | Восточная   | Атлантический | 10               | 4                | 27               | 55               | .329             | 28               | Не квалифицировались в плей-офф                                                                    |